# William Henry Elder
William Henry Elder (Baltimora, 22 marzo 1819 – Cincinnati, 31 ottobre 1904) è stato un arcivescovo cattolico statunitense, vescovo di Natchez dal 1857 al 1878 e arcivescovo di Cincinnati dal 1883 al 1904.

## Biografia

### Famiglia e istruzione
William Henry Elder nacque a Baltimora, nel Maryland, il 22 marzo 1819. Suo padre, Basil Elder, era un discendente di William Elder (1681-1714), un immigrato cattolico che arrivò dall'Inghilterra al Maryland in epoca coloniale. Sua madre era Elisabeth Miles (nata Snowden) Elder. Nel 1831 entrò nel Mount St. Mary's College, a Emmitsburg, poi presieduto dal sacerdote John Baptist Purcell, che in seguito divenne il secondo vescovo, e successivamente il primo arcivescovo di Cincinnati. Si laureò nel 1837 e entrò in seminario. Nel 1842 fu inviato al Collegio Urbano di Roma per ulteriori studi, dove ricevette il titolo di dottore in divinità.

### Sacerdozio e episcopato
Elder fu ordinato sacerdote a Roma, il 29 marzo 1846. Divenne professore al seminario di Emmitsburg, incarico che ricoprì fino alla nomina di James Oliver Van de Velde a vescovo di Natchez. Fu consacrato nella cattedrale di Baltimora dall'arcivescovo Francis Patrick Kenrick, il 3 maggio 1857. La diocesi comprendeva l'intero Stato del Mississippi. Dimostrò di essere un organizzatore e un amministratore di talento.
Alla vigilia della guerra civile, il vescovo Elder scrisse a suo padre, affermando: "È difficile dire quale sarà il destino del paese. Non ho abbastanza sagacia politica per capire quale sarà il corso degli eventi, né quale sarà il frutto dei rimedi proposti... Possiamo tutti unirci pregando Dio di guidarci e proteggerci".
Elder celebrò la messa per i feriti e prestò servizio per i soldati e i liberti riuniti a Natchez. Inviò sacerdoti come cappellani nell'esercito confederato e suore della misericordia per curare i malati e i feriti, e diede la sua benedizione a una compagnia di volontari di Natchez.
Durante l'occupazione di Natchez, Elder provocò alcune polemiche per aver rifiutato di obbedire a un ordine di pregare pubblicamente per il presidente degli Stati Uniti nelle chiese della sua diocesi. Il 18 giugno 1864, il colonnello B. G. Farrar, comandante di Natchez, ed ex compagno di scuola di Elder al St. Mary's College, emise un ordine che imponeva al clero di aggiungere preghiere per il Presidente degli Stati Uniti nelle loro liturgie, come un "riconoscimento pubblico di fedeltà in base al quale vivono, e al quale sono debitori per la protezione". Elder rispose con una lunga lettera di protesta in cui spiegava che il suo rifiuto a sottomettersi non aveva alcun significato politico, ma era motivato dalla difesa della "libertà della Chiesa di svolgere le sue funzioni divine, senza l'intervento di altre persone".
Elder scrisse al presidente Abraham Lincoln spiegando che il suo rifiuto era basato sull'autorità della Chiesa di regolare la sua liturgia. Il senatore Francis Kernan rispose, dicendo di aver incontrato il segretario di guerra Edwin M. Stanton, che aveva dichiarato che avrebbe posto rimedio alla situazione, in modo da evitare ulteriori interferenze. In seguito Elder scrisse ringraziando Stanton per la protezione estesa alla libertà religiosa e chiedendo che la sentenza fosse resa nota agli altri comandanti.
Il generale Mason Brayman, comandante successivo, prese una posizione più dura, affermando che "gli ordini militari devono essere seguiti, non discussi" ed emise un ordine di arresto perché Elder fosse mandato in prigione a Vidalia, in Louisiana. Dopo che i funzionari di Washington intervennero, Brayman ordinò la liberazione di Elder il 12 agosto 1864. Durante la sua permanenza a Natchez, nel 1878 scoppiò un'epidemia di febbre gialla. Con l'aiuto degli ammalati, Elder si ammalò. Sopravvisse, ma perse sei sacerdoti diocesani. Al suo arrivo a Natchez, la diocesi aveva undici missioni (chiese), nove sacerdoti e 10 000 cattolici. Quando se ne andò, vi erano quarantuno chiese, 25 sacerdoti, sei case religiose maschili, cinque conventi, tredici scuole parrocchiali e 12 500 cattolici.

#### Arcivescovo di Cincinnati
Il 30 gennaio 1880 fu trasferito a Cincinnati, diventando arcivescovo coadiutore con diritto di successione all'arcivescovo Purcell, a cui succedette il 4 luglio 1883. L'arcivescovo Elder era il terzo vescovo e il secondo arcivescovo di Cincinnati. Divenne arcivescovo in un momento di grandi difficoltà finanziarie nell'arcidiocesi. Elder organizzò sistematicamente l'amministrazione della diocesi. Riaprì il seminario di Mount Saint Mary nel 1887, che era stato chiuso nel 1879. Istituì l'ufficio di cancelliere della diocesi e insistette sulle relazioni annuali del clero e delle parrocchie per estinguere il debito della diocesi. Morì a Cincinnati il 31 ottobre 1904 per l'influenza. È sepolto nel cimitero di St. Joseph, a Cincinnati.

## Genealogia episcopale e successione apostolica
La genealogia episcopale è:
- Cardinale Scipione Rebiba
- Cardinale Giulio Antonio Santori
- Cardinale Girolamo Bernerio, O.P.
- Arcivescovo Galeazzo Sanvitale
- Cardinale Ludovico Ludovisi
- Cardinale Luigi Caetani
- Cardinale Ulderico Carpegna
- Cardinale Paluzzo Paluzzi Altieri degli Albertoni
- Cardinale Gaspare Carpegna
- Cardinale Fabrizio Paolucci
- Cardinale Francesco Barberini
- Cardinale Annibale Albani
- Cardinale Federico Marcello Lante Montefeltro della Rovere
- Vescovo Charles Walmesley, O.S.B.
- Arcivescovo John Carroll, S.I.
- Vescovo Benedict Joseph Flaget, P.S.S.
- Arcivescovo Francis Patrick Kenrick
- Arcivescovo William Henry Elder

La successione apostolica è:
- Vescovo John Ambrose Watterson (1880)
- Vescovo Henry Joseph Richter (1883)
- Vescovo Camillus Paul Maes (1885)
- Vescovo John Frederick Ignatius Horstmann (1892)
- Vescovo Thomas Sebastian Byrne (1894)
- Vescovo Denis O'Donaghue (1900)
- Arcivescovo Henry Moeller (1900)
- Vescovo Herman Joseph Alerding (1900)